# Dolce stil novo

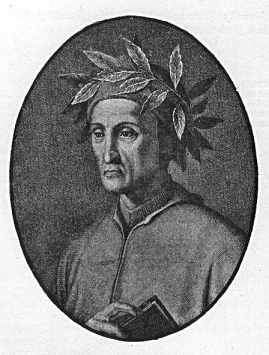
Dante Alighieri, miembro del Dolce stil novo

Con la expresión toscana Dolce stil novo (‘Dulce estilo nuevo’), Francesco De Sanctis denominó en el siglo XIX a un grupo de poetas italianos de la segunda mitad del siglo XIII, integrado por Guido Guinizelli, Guido Cavalcanti, Dante Alighieri, Lapo Gianni, Cino da Pistoia, Gianni Alfani y Dino Frescobaldi.

El Stil Nuovo tiene la particularidad de que su insipiración religiosa no es únicamente mística sino que es subjetivista en grado sumo. [...] Esta mentalidad, que recuerda a las corrientes místicas, neoplatónicas y averroístas, es como mínimo una fortísima sublimación de las doctrinas eclesiásticas, es algo autónomo que en todo caso puede hacerse un sitio en el seno de la Iglesia, pero que, no obstante, se encuentra ya en los límites de la heterodoxia. Y de hecho, algunos miembros de aquel círculo eran considerados librepensadores.
Erich Auerbach

La expresión dolce stil novo proviene de la Divina comedia de Dante, concretamente del Purgatorio, canto XXIV, v. 57, («Di qua dal dolce stil novo ch' i' odo») y de allí es de donde el poeta florentino Bonagiunta da Lucca denomina así la obra de Dante en contraposición a la lírica trovadoresca.
Este "dulce nuevo estilo" deriva de diversas fuentes, entre ellas:
- La misma tradición trovadoresca, de la que toma las convenciones del amor cortés (trasfondo religioso de la experiencia amorosa, concepto de gentileza, idealización de la mujer y creencia de que el amor ejerce un influjo benéfico y ennoblecedor sobre el amante).
- El franciscanismo, que valoraba sobre todo la sinceridad y la armonía entre hombre y naturaleza.
- La mayoría de los «stilnovistas» tuvieron contacto con la Universidad de Bolonia, por entonces muy influida por el pensamiento aristotélico.
- La escuela poética siciliana de la primera mitad del siglo XIII, pionera en el empleo de la lengua vernácula vulgar y a la que se deben formas como el soneto, creado por Giacomo da Lentini.

Los poetas más importantes de este grupo fueron la tríada compuesta por Guido Guinizelli, Guido Cavalcanti y Dante Alighieri, quien configuró el desarrollo teórico, filosófico y metafísico de la fenomenología amorosa. Desde un punto de vista formal, los metros más usados por esta escuela poética fueron el soneto, la canción y la balada, compuestos en endecasílabos y heptasílabos.
Guinizelli compuso la canción programática del movimiento, Al cor gentil ripara sempre amore. Definió el amor gentil como «purificado y purificador» y considera que el amor y el corazón noble, derivado de la virtud personal, son una y la misma cosa. Según Guinizelli, la amada estimula la disposición innata del amante para el bien absoluto y lo pone en comunicación con el amor divino.
Cavalcanti pregona su ideal de amor cristiano y neoaristotélico en su canción Donna me prega, per ch’eo voglio dire (‘(La) Mujer me ruega, por esto quiero decirle’). En tal canción la idealidad y la renuncia a las realidades empíricas provocan que la dama nunca asuma una corporeidad perfilada, sino que irradie acción por medio de su belleza. El amante, entre agitaciones y angustias, se siente perseguido por los espectros del amor y de la muerte.
Los primeros poemas de Vita nuova (ca. 1293) de Dante Alighieri expresan la angustia que deriva del modelo cavalcantiano, pero en la canción Donne ch’avete intelletto d’amore (‘Mujeres que tenéis inteligencia del amor’) se rechaza esa actitud y se prefiere el concepto de amor de Guinizelli para engarzar elementos pertenecientes al platonismo, especialmente la contemplación angélica de la amada o donna angelicata. En De vulgari eloquentia (1304-1307), Dante elabora sus ideas sobre el estilo, lengua, forma y metro más adecuados para valorar esencialmente la autenticidad del sentimiento poético y la dulzura y sutileza del tono.
El Dolce stil novo ejerció un extenso influjo sobre poetas posteriores, en especial Francesco Petrarca, Matteo Frescobaldi, Franceschino degli Albizzi, Sennuccio del Bene, Giovanni Boccaccio, Cino Rinuccini, entre otros. Asimismo, a través de la influencia del Canzoniere de Petrarca, las convenciones del Dolce Stil Novo se expandieron por toda Europa y marcaron el desarrollo de la poesía lírica francesa, ibérica, inglesa (salvo la rara excepción de William Shakespeare), entre otras.
El influjo de esta manera literaria transcendió hasta influir fuertemente en otras artes, por ejemplo en la pintura de Sandro Botticelli.